# 林家すい平
林家 すい平（はやしや すいへい、1970年4月7日 - ）は、落語協会に所属していた元落語家。林家こん平門下で、廃業時点では真打。本名：木村 亮。

## 経歴
広島県呉市出身で、インドと日本のクォーター（曾祖母がインド人）。両親は画家。地元の私立呉港高校卒業後上京。東映大泉撮影所の撮影助手を経て、東京都台東区上野の鈴本演芸場の裏でアルバイトをしているうちに落語に興味を抱くようになる。柳家小さんに入門を志願したが断られ、一年後の1992年4月に林家こん平に入門。前座名は呉市出身ということで「かもめの水兵さん」に因んで「すい平」。1995年5月、二ツ目昇進。
2005年9月、三遊亭丈二、三遊亭金也、橘家圓十郎、三代目桃月庵白酒とともに真打昇進。真打昇進時には師匠のこん平は病気療養中だったため、記者会見などの時には代理として橘家圓蔵（8代目）が参加した。
広島を中心に活動していた。2015年12月31日廃業。

## 人物
趣味は占い。好きな食べ物はカレー。
兄弟子である林家たい平はすい平のことを風呂嫌いであるとし、すい平が部屋にいる間は自動空気清浄機が動作している旨を高座のまくらに用いたことがある。